# Ioduro d'argento
Lo ioduro d'argento (AgI) è un composto a reticolo covalente dell'argento e dello iodio. È un composto giallo, fotosensibile, utilizzato in fotografia e nella pratica medica per le proprietà disinfettanti e nel cloud seeding per indurre le nuvole a rilasciare la pioggia.

## Caratteristiche
È altamente insolubile in acqua ed è il meno solubile tra gli alogenuri di argento; la sua costante di solubilità in acqua è Ks = 8,52 × 10−17, da confrontarsi con 5,4 × 10−13 per AgBr e 1,77×10−10 per AgCl, mentre AgF, tipicamente ionico, è solubilissimo (≈ 1790 g/L (25 °C)).
La struttura cristallina adottata dallo ioduro d'argento si modifica al variare della temperatura:
- fino a 147 °C: lo ioduro è stabile nella forma β, che ha la struttura della wurtzite
- sopra i 147 °C: lo ioduro d'argento subisce una transizione alla forma α, una struttura cubica a corpo centrato
- una forma metastabile: definita fase γ

## Usi
Lo ioduro d'argento ha trovato applicazione sin dalla fine degli anni sessanta in meteorologia e agricoltura, attraverso l'uso nell'ambito della lotta antigrandine attraverso i razzi antigrandine, in quanto sostanza nucleante.
Il principio è semplice: lo ioduro d'argento fornisce ulteriori nuclei di condensazione per l'umidità o cristalli di ghiaccio, in aggiunta al naturale pulviscolo atmosferico, e rende la dimensione delle gocce e dei chicchi di grandine più piccola.
In agricoltura i razzi antigrandine, come i cannoni ad onde d'urto "che usano potenti onde sonore per impedire la formazione dei chicchi di grandine", rientrano nella cosiddetta lotta antigrandine "attiva", la quale dà risultati molto spesso contrastanti da zona a zona, poiché molto dipende dall'efficienza del servizio meteorologico, nell'individuare le formazioni nuvolose grandinigene, e nella tempestività dell'informare le aziende. È comunque una tecnica di prevenzione tuttora in uso, con diverse aziende impegnate nel settore.